# Glenea decemguttata
Glenea decemguttata là một loài bọ cánh cứng trong họ Cerambycidae.